# ملذات طوكيو (رواية)
ملذات طوكيو (بالإنجليزية: Sweet Bean Paste) هي رواية درامية يابانية من تأليف دوريـان سوكيغاوا (الاسم المستعار لـ تيتسويا أكيكاوا)، تُرجمت إلى اللغة الإنجليزية بواسطة المترجمة أليسون واتس. تلقّت الرواية استقبالًا نقديًا إيجابيًا، وقد اقتُبست إلى فيلم سينمائي بعنوان الفاصوليا الحلوة «Sweet Bean» (أو "An") عام 2015.

## الملخص
الرواية تتبع حياة سنتارو، مدير محل «دوراهارو» في ضواحي طوكيو، والذي يبيع فطائر دورايّاكي المحشوة بعجينة فاصولياء حلوة. يعيش سنتارو حياة ميؤوس منها، حتى تقترح عليه توكويو يوشيئي، وهي امرأة مسنة، العمل معه باستخدام معجون فاصولياء تصنعه بنفسها.تتفوق جودة معجون توكويو على المنتجات الصناعية، مما يجذب زبائن جدد ويُحيي نشاط المحل. تنضم إليهما طالبة المدرسة واكانا، فتتشكل صداقة ثلاثية. لكن حين يكتشف الزبائن أن توكويو كانت مصابة سابقًا بالجذام، يتوقفون عن الشراء، فتختفي توكويو عن العمل.توجد توكويو في مصحّة تينشوين الوطنية منذ سن 14 بعد إصابتها بالجذام وتجريدها من هويتها، كما فُرض عليها التزوج وُجُرّدت من قدرتها على الإنجاب. رغم إلغاء قانون الجذام عام 1996، بقيت في المصحة بلا عائلة تعيدها. يزورها سنتارو وواكانا فتعبّر عن امتنانها للوقت الذي قضته في المحل. تموت لاحقًا بسبب الالتهاب الرئوي، تاركة رسالة لسنتارو تؤكد فيها أن قيمة الإنسان لا تقاس بعمله، بل بوجوده، وأن الفرح الحقيقي ينبع من التفاعل مع الحياة حولنا.

## تيمة الطبيعة
تحضر تيمة الطبيعة في رواية ملذات طوكيو بشكل قوي، حيث لا تُقدَّم كخلفية للحدث فحسب، بل تُجسّد كعنصر حيّ يتناغم مع التجربة الإنسانية. تدور معظم المشاهد في شارع مزدان بأشجار الكرز، التي تُواكب تغيّر الفصول وتمنح الرواية إيقاعًا شعريًا هادئًا. تتعامل السيدة توكي مع مكونات الطبيعة بحسّ عاطفي وفلسفي؛ تصغي للفاصولياء، وتبدع نكهات مستوحاة من أزهار الكرز وعطر البرتقال، فتجعل من الحلوى فعل حب وإصغاء للكون. الطبيعة هنا ليست فقط مصدرًا للجمال، بل وسيلة للشفاء والسكينة، تمنح الشخصيات لحظات صفاء نادرة وسط عزلتها وألمها، وتُضفي على النص بُعدًا تأمليًا وروحيًا يلامس جوهر الحياة.

## خلفية المؤلف والمترجمة
- **دوريان سوكيغاوا** درس الفلسفة الشرقية في جامعة واسيدا، وعمل صحفيًا في برلين وكمبوديا أثناء أوائل التسعينيات، ثم عاد إلى اليابان ليكتب مؤلفات وبرامج تلفزيونية وأفلام، ويقيم في طوكيو.[6]
- **أليسون واتس** مترجمة مستقلة من اليابانية إلى الإنجليزية، تقيم في محافظة إيباراكي، اليابان.[7]

## الاستقبال
الرواية حققت مبيعات عالمية ووصفتها **جابان تايمز** بأنها "رواية يابانية بامتياز"، بأسلوب كتابة بطيء ومضبوط يراعي الجوانب التي لا تُقال، ويسعى إلى "السعي نحو الإتقان" بدلاً من السعادة فقط. كما أكّد **Library Journal** أنها "حكاية مؤثرة ومدروسة حول العلاقات والمعنى اليومي للحياة."وصنّفها موقع **Book Riot** ضمن "10 كتب تُشبه أفلام ويس أندرسون من حيث الشعور".

## التكييف السينمائي
تحولت الرواية إلى فيلم درامي ياباني بعنوان الفاصوليا الحلوة **Sweet Bean** (أو "An")، من إخراج **ناومي كاواسي**، وعُرض ضمن قسم "نظرة ما" في مهرجان كان السينمائي عام 2015، كما عُرض ضمن قسم "السينما العالمية المعاصرة" في مهرجان تورونتو السينمائي الدولي.قالت كاواسي:  > "الناس لا يموتون دائمًا وهم راضون. عندما أصور فيلمًا، أحوّل من ماتوا بحسرة أو فراغ إلى دراما معاصرة." وكان اقتراح تحويل الرواية إلى فيلم بأمر من المؤلف نفسه بعد سماعه للمخرجة تقول ذلك.

## وصلات داخلية
- دورايّاكي
- مهرجان كان السينمائي
- مهرجان تورونتو السينمائي الدولي
- ويس أندرسون